# Receptor pentru insulină

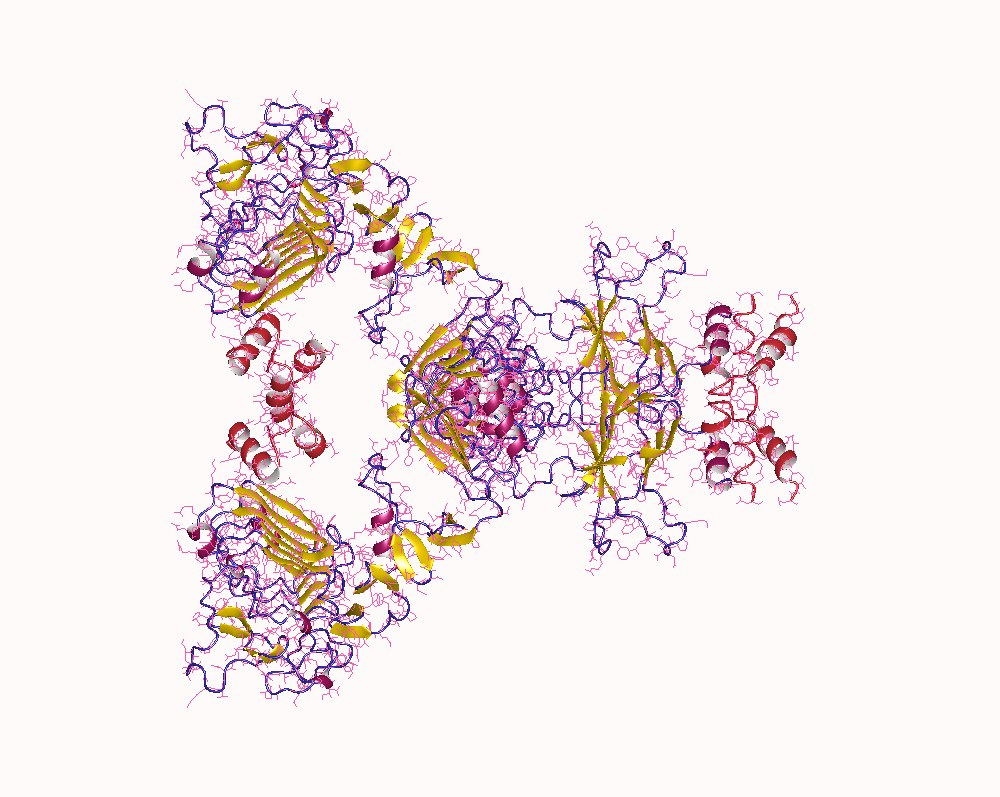
Receptorul pentru insulină

În biologia moleculară, receptorul pentru insulină este un receptor transmembranar ce este activat de insulină și face parte din familia receptorilor tirozinkinază.